# Vladimirkerk (Sotsji)
De Kerk van de Heilige Prins Vladimir  (Russisch: Храм Равноапостольного князя Владимира) is een russisch-orthodox kerkgebouw in de Russische stad Sotsji (Russisch: Сочи). 
Met de bouw van de kerk werd in 2005 begonnen. Wegens gebrek aan financiële middelen moest de bouw anderhalf jaar lang worden stopgezet. Daarna werd de kerk echter in versneld tempo voltooid. Op 3 juli 2011 werd de inwijdingsrite verricht.  
De kerk werd geheel gefinancierd uit particuliere giften. De bouw is enigszins geïnspireerd op de architectuur van de Novgorod-kerken, maar het uitbundig gebruik van kleuren en keramieke decoraties geven het gebouw een eclectisch karakter.  

## Bron
- (ru)  Website Kerk van de Heilige Prins Vladimir